# Hans-Jürgen Fuhrhop
Hans-Jürgen Fuhrhop (* 3. September 1915 in Lüneburg; † 10. Juli 2004) war ein deutscher Politiker der CDU.
Fuhrhop besuchte das Realgymnasium in Lüneburg und begann im Anschluss eine landwirtschaftliche Ausbildung. Er war auf mehreren Gütern beschäftigt und legte ab 1937 Reichsarbeitsdienst in Westpreußen ab. zum 1. Mai 1937 trat er der NSDAP bei (Mitgliedsnummer 5.904.351).
Im Zweiten Weltkrieg war er zwischen 1939 und 1945 als Soldat im Kriegsdienst. Zuletzt bekleidete er den Rang eines Kompaniechefs. Nach Ende des Krieges übernahm er den väterlichen landwirtschaftlichen Betrieb in Melbeck. Er wurde Kreisvorsitzender der CDU in Lüneburg.
Ferner war er Gründer und Vorsitzender mehrerer landwirtschaftlicher Dienstleistungsgenossenschaften sowie Vorsitzender einer Züchtervereinigung auf Landes- und Bundesebene. Fuhrhop war ferner ehrenamtlicher Landesarbeitsrichter. Zudem wurde er zum  Vorsitzenden des Niedersächsischen Landvolkes im Kreisverband Lüneburg gewählt. Fuhrhop war Mitglied des Landesvorstandes des Niedersächsischen Landvolkes und Vizepräsident der Landwirtschaftskammer Hannover. Er wurde zum Mitglied des Kreistages des Landkreises Lüneburg von 1962 bis 1970 und war hier Fraktionsvorsitzender seiner Partei.
Fuhrhop wurde zum Mitglied des Niedersächsischen Landtages in der siebten bis neunten Wahlperiode vom 21. Juni 1970 bis 20. Juni 1982 gewählt.